# Brewster F2A Buffalo
Brewster F2A Buffalo byl americký palubní stíhací letoun vyvinutý koncem 30. let 20. století. Letoun byl prvním stíhacím palubním jednoplošníkem US Navy.

## Vývoj

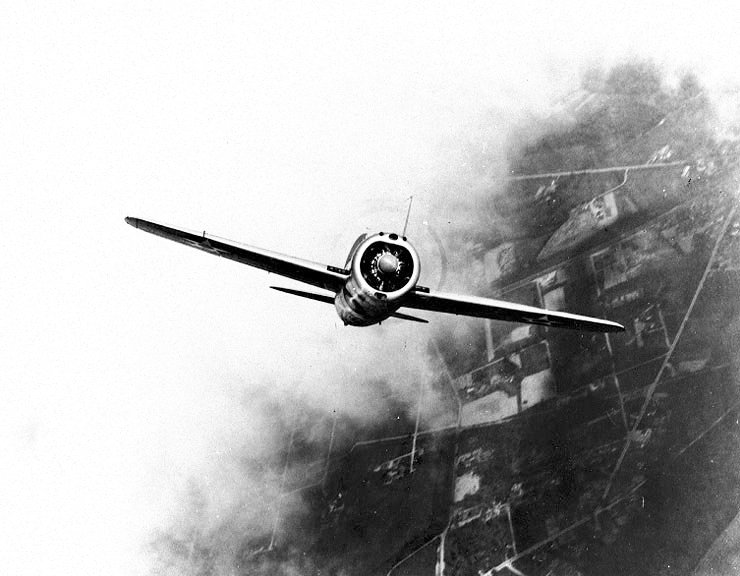
Prototyp XF2A-1

Byl vyprojektován firmou Brewster na základě zadání z 15. listopadu 1935 na vývoj palubního stíhacího letounu, který by nahradil dosavadní typ Grumman F3F. Projekt Brewsteru byl vybrán na úkor stíhacího dvouplošníku Grumman XF4F-1 firmy Grumman, ze kterého kompletním přepracováním vznikl slavný F4F Wildcat.
Prototyp XF2A-1 byl robustní celokovový středoplošník s krytým kokpitem a zatahovacím podvozkem. Poháněl ho hvězdicový vzduchem chlazený devítiválec Wright R-1820-22 Cyclone o výkonu 850 hp (625 kW). U prototypu tvořila výzbroj dvojice synchronizovaných kulometů, z nichž jeden byl ráže 7,62 mm a druhý 12,7 mm.
V červnu 1938 byla objednána první série 54 kusů varianty F2A-1 a později dalších 43 kusů verze F2A-2. U obou verzí byla výzbroj zesílena přidáním dalších dvou nesynchronizovaných 12,7mm kulometů v křídlech. Stroj byl hodnocen příznivě z hlediska pilotáže a letových vlastností. Potíže nastaly, když byla doplňována výzbroj a narůstala hmotnost, což snižovalo výkony typu.

## Operační služba

### US Navy

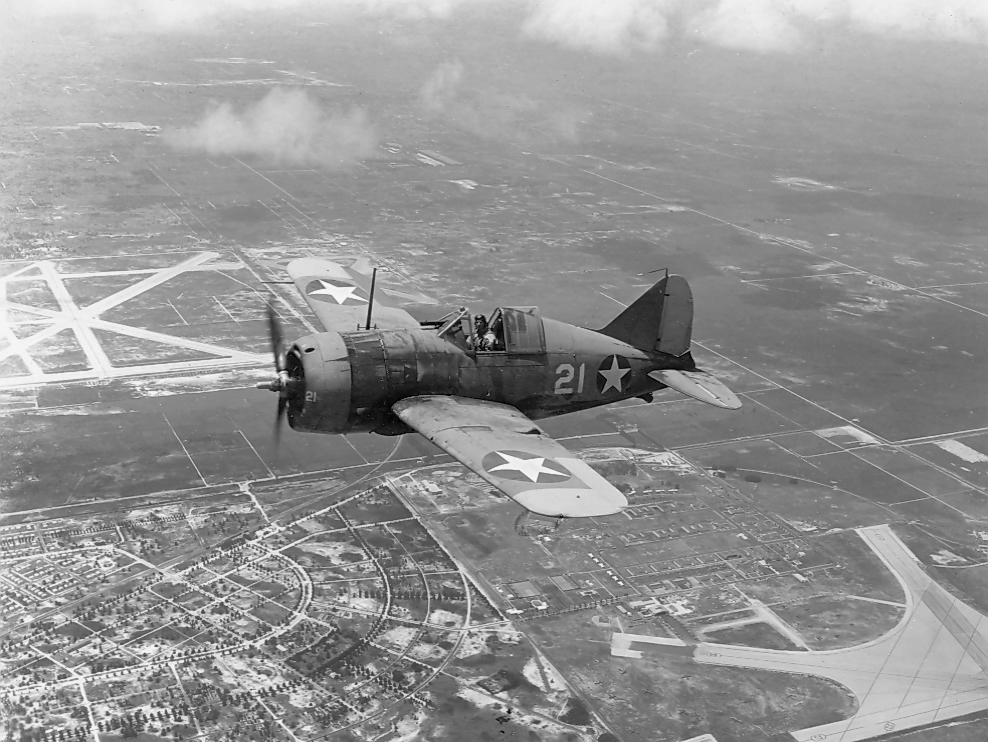
F2A-3 amerického námořnictva

Námořní letectvo nakonec odebralo jen jedenáct kusů F2A-1, které sloužily u jednotky VF-3 na letadlové lodi USS Saratoga. Ostatní letouny byly dodávány do Nizozemska, Belgie a Finska. Kompletně převzalo až následující sérii 108 kusů verze F2A-3 (dalších 20 kusů této verze převzalo Nizozemsko). Dvacet letadel F2A-3 americké námořní pěchoty se podílelo na obraně atolu Midway během bitvy o Midway.

### Finsko
Do Finska bylo přes Švédsko dodáno 44 kusů F2A-1 označených B-239, odeslaných z USA v lednu a únoru 1940. Tato varianta neobsahovala samosvorné nádrže a pancéřovou ochranu kabiny, motor nahradil Wright R-1820-G5 o výkonu 950 hp (710 kW). Ve Finsku byla instalována pancéřová ochrana za sedačkou pilota, metrické letecké přistroje, zaměřovač Väisälä T.h.m.40 a výzbroj změněna na 4×12,7 mm. Redukce hmotnosti odebráním přistávacího háku a záchranného člunu spolu s výkonějším motorem vedly k vyšší rychlosti (478 km/h ve výšce 4,778 m). Dodané stroje ještě nezasáhly do Zimní války ale byly vysoce hodnoceny, když se s úspěchem dokázaly v Pokračovací válce postavit sovětským letadlům. Na každý dodaný stroj zde připadlo v průměru deset sestřelených letounů Rudé armády. Oblíbenost typu vedla až k úvahám o jeho domácí výrobě, finská modifikace letounů VL Humu s ruským motorem Švecov M-63 však nakonec zůstala jen v prototypu. Nejúspěšnějším finským (ale i celkově) stíhačem na brewsteru se stal Ilmari Juutilainen s potvrzeným počtem 34 sestřelů.

### Velká Británie

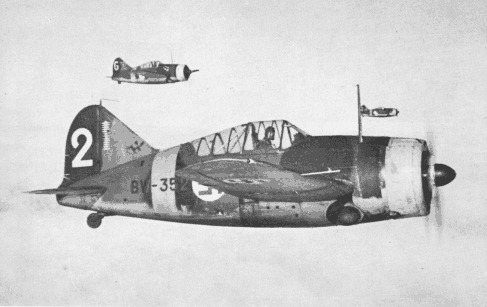
Trojice finských B-239

Velká Británie v roce 1940 převzala 38 kusů (ze 40 vyrobených, dva byly Němci ukořistěny) pro Belgii určených strojů B-339B (denavalizované F2A-2, v Británii Buffalo Mk I) a provozovala je ve Středomoří. Dalších 170 kusů verze B-339E bylo dodáno na Dálný východ, kde je po vypuknutí války s Japonskem, Royal Air Force, australské a novozélandské letectva nasadila v bojích v Malajsii, Barmě, Indonésii a obraně Singapuru. Vzhledem k lepším výkonům modernějších japonských stíhacích letounů, zde Buffala utrpěla velké ztráty a brzy byla nahrazována modernějšími typy.

### Nizozemsko

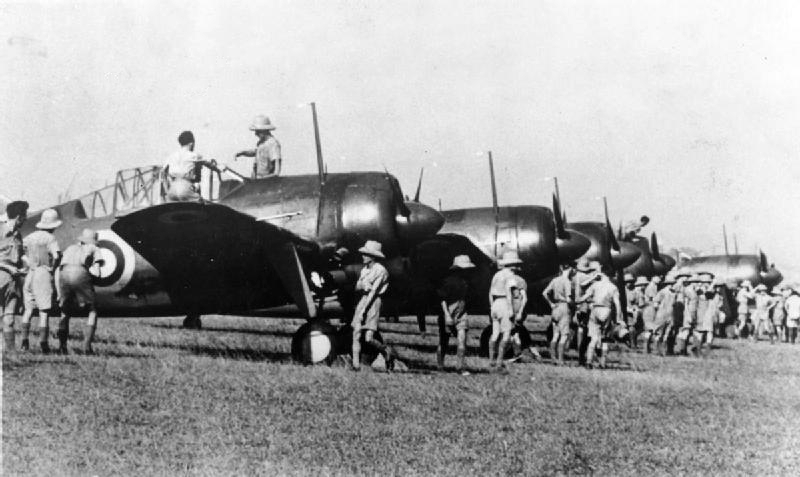
Britská Buffala v Singapuru, 12. říjen 1941

Nizozemsko zakoupilo 72 kusů označených B-339D (dodány od března 1941) a 20 kusů verze B-439 (F2A-3) dodaných v březnu 1942. Letouny byly nasazeny při obraně Nizozemské východní Indie.

## Uživatelé
- Austrálie
- Finsko
- Indonésie
- Japonské císařství – testy ukořistěných kusů
- Nizozemsko
- Nový Zéland
- Spojené království
- USA

## Specifikace (F2A-1)

F2A-1 Buffalo

### Technické údaje
- Posádka: 1 (pilot)
- Rozpětí: 10,668 m
- Délka: 7,925 m
- Výška: 3,632 m
- Nosná plocha: 19,408 m²
- Hmotnost prázdného letounu: 1717 kg
- Vzletová hmotnost: 2286 kg
- Pohonná jednotka 1 × hvězdicový vzduchem chlazený devítiválec Wright R-1820-34 Cyclone 9
- Výkon motoru: 950 k

### Výkony
- Maximální rychlost: 500 km/h ve výšce 5486 m
- Cestovní rychlost: 257 km/h
- Dostup: 10 058 m
- Stoupavost: 993 m/min
- Dolet: 1609 km

### Výzbroj
- 1× kulomet Browning ráže 7,62 mm (ve Finsku nahrazen kulometem ráže 12,7 mm)
- 3× kulomet Browning ráže 12,7 mm (1× synchronizovaný v trupu, 2× nesynchronizovaný v křídlech)

## Specifikace (F2A-3)

### Technické údaje
- Posádka: 1 (pilot)
- Rozpětí: 10,668 m
- Délka: 8,026 m
- Výška: 3,683 m
- Nosná plocha: 19,408 m²
- Hmotnost prázdného letounu: 2146 kg
- Max. vzletová hmotnost: 2867 kg
- Pohonná jednotka: 1 × hvězdicový vzduchem chlazený devítiválec Wright R-1820-34 Cyclone 9
- Výkon motoru: 950 k

### Výkony
- Maximální rychlost: 457 km/h na úrovni moře (517 km/h ve výšce 5029 m)
- Cestovní rychlost: 257 km/h
- Dostup: 9144 m
- Stoupavost: 673 m/min
- Dolet: 1553 km

### Výzbroj
- 2 × 12,7mm synchronizovaný kulomet M2 v trupu
- 2 × 12,7mm nesynchronizovaný kulomet M2 v křídlech
- 90 kg pum